# BruumRuum!
BruumRuum! és una instal·lació interactiva realitzada per David Torrents i artec3 Studio (Maurici Ginés Marín i equip) amb la col·laboració de LEDsCONTROL (Rebeca Sánchez Pastor i equip, programació, control) que es troba a l'espai públic de Barcelona, just al costat del Museu del Disseny (DHUB) i la Torre Agbar. Aquesta instal·lació, instal·lada el 2014 i inaugurada a la fi de 2015, interacciona a la intensitat dels crits que provoquen els vianants que passegen pels carrers de Barcelona i al soroll ambiental de la ciutat, canviant de forma i colors. BruumRuum! ha rebut el Premi Grand Laus en Disseny Gràfic, organitzat per l'Associació de Dissenyadors Gràfics i Directors d'Art del FAD (ADG-FAD). Aquest és un reconeixement als millors projectes duts a terme en les categories de disseny gràfic, web i mitjans digitals, creativitat publicitària, mitjans audiovisuals, empreses, entitats i estudiants.